# Village ninja de Kôka

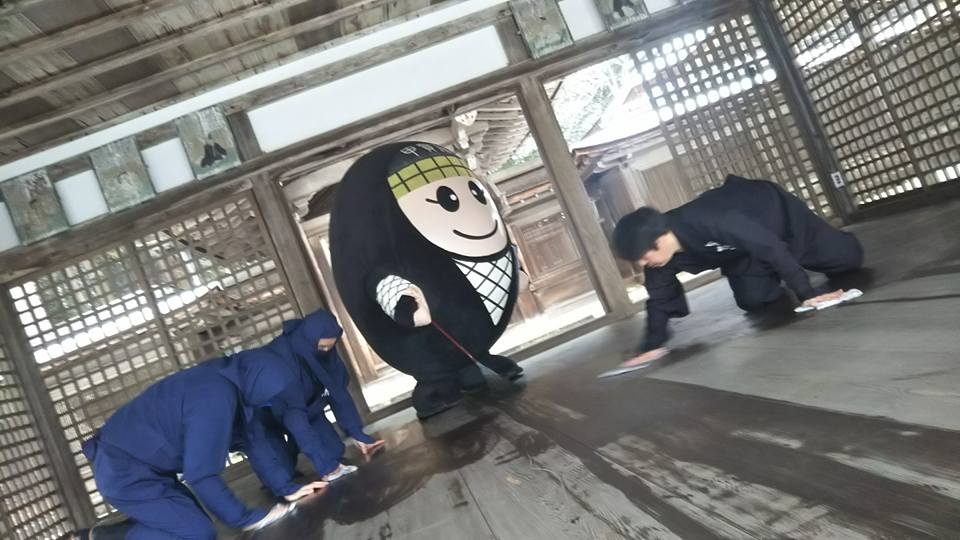
Ninjaemon, la mascotte de la ville de Koka, s'entraînant dans le village du Ninjutsu.

Le Village ninja de Kôka (甲賀の里忍術村, « le Village de la naissance du Ninjutsu de Kôka ») est un supposé ancien centre de formation ninja, utilisé depuis 1983 comme centre d'animation sur l'univers ninja en général. 
C'est un des facteurs d'identité le plus important de la ville (Ninjaemon, la mascotte de la ville, est un ninja), et c'est l'argument touristique principale de la ville de Kôka, terre de naissance du ninjutsu (fin du XVe siècle). De nombreux événements y sont organisés tout au long de l'année (miss Kunoichi, Ninja de l'année, , etc.) et plusieurs activités y sont proposées : mizugumo, lancer de shuriken, escalade, visite d'une réplique de maison ninja, passages secrets, , etc.
Cet endroit se veut à la fois un espace de divertissement avec les nombreuses activités proposées, mais le côté authenticité et véracité historique occupe également une place importante, notamment grâce à la présence d'un musée et d'une ancienne authentique maison ninja (située plus loin dans la ville).

## Galeries

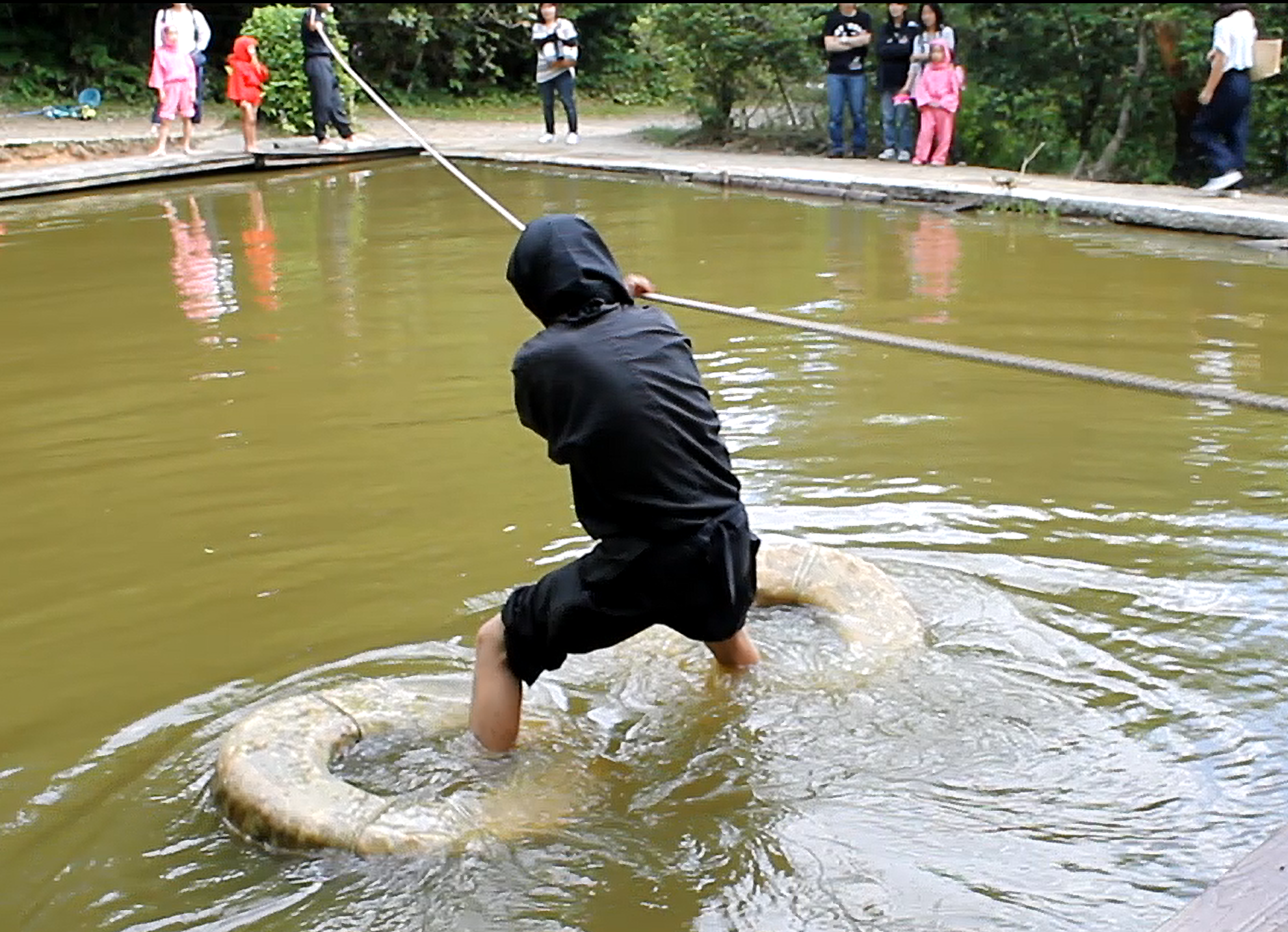
Le Mizugumo

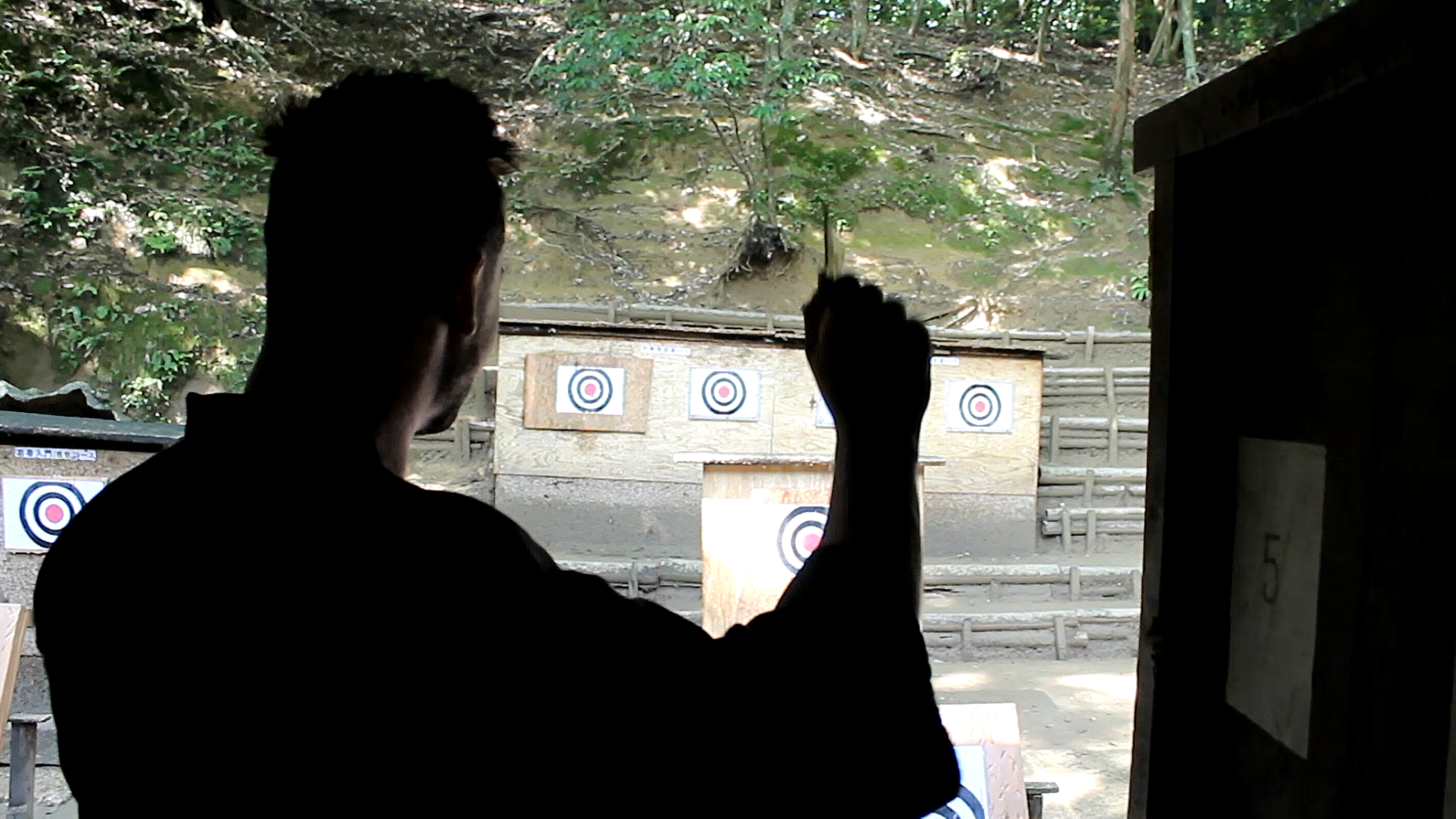
Le Dojo de lancer de Shuriken

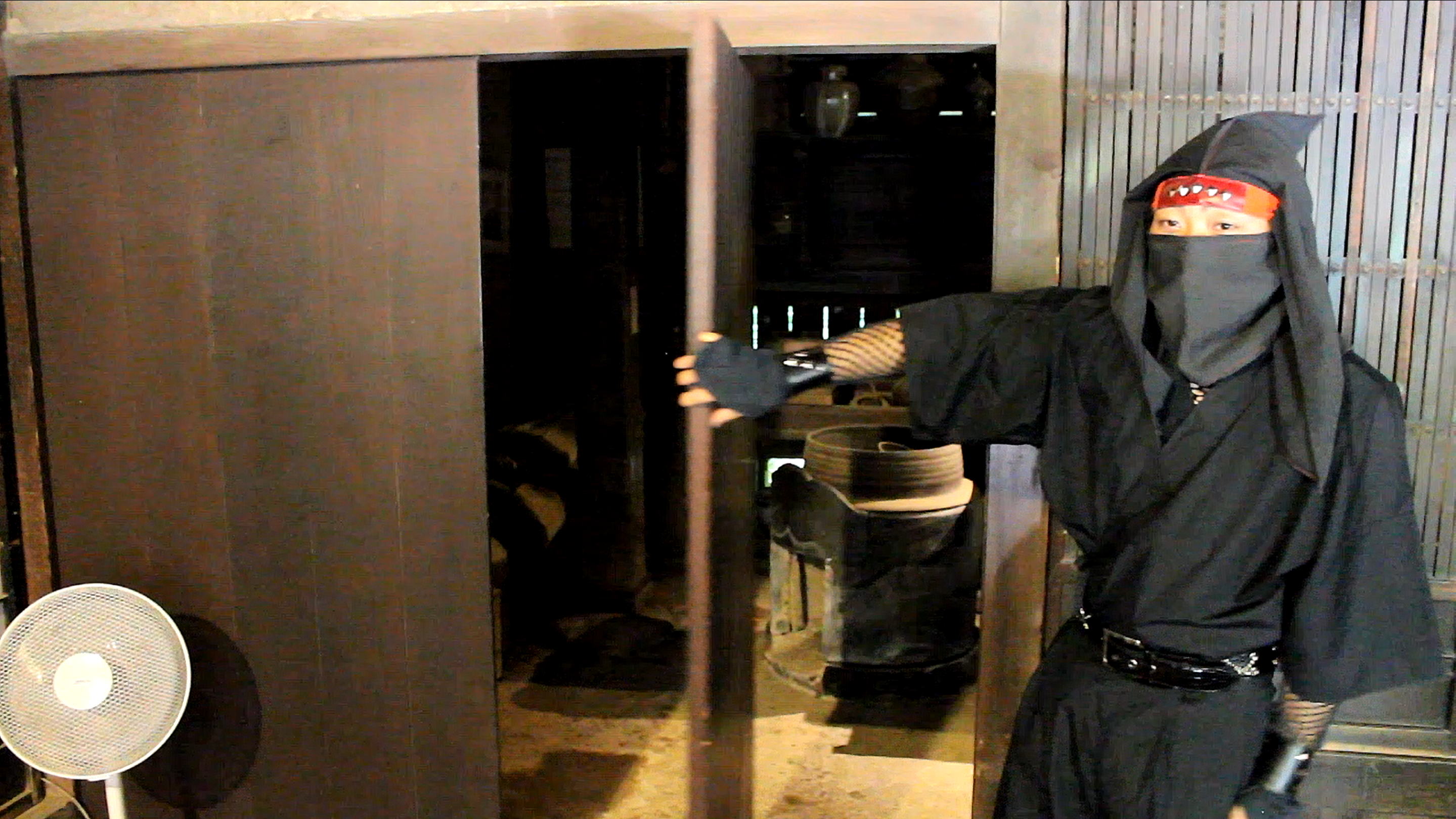
Les portes (pivotantes) cachées de la maison ninja